# Popów (gromada w powiecie łowickim)
Popów – dawna gromada, czyli najmniejsza jednostka podziału terytorialnego Polskiej Rzeczypospolitej Ludowej w latach 1954–1972.
Gromady, z gromadzkimi radami narodowymi (GRN) jako organami władzy najniższego stopnia na wsi, funkcjonowały od reformy reorganizującej administrację wiejską przeprowadzonej jesienią 1954 do momentu ich zniesienia z dniem 1 stycznia 1973, tym samym wypierając organizację gminną w latach 1954–1972.
Gromadę Popów siedzibą GRN w Popowie (koło Łowicza) utworzono – jako jedną z 8759 gromad na obszarze Polski – w powiecie łowickim w woj. łódzkim, na mocy uchwały nr 33/54 WRN w Łodzi z dnia 4 października 1954. W skład jednostki weszły obszary dotychczasowych gromad Popów i Zabostów Mały ze zniesionej gminy Kompina oraz obszar dotychczasowej gromady Strzelczew (z wyłączeniem łąk o powierzchni 15 ha położonych w granicach miasta Łowicza) ze zniesionej gminy Chąśno w tymże powiecie. Dla gromady ustalono 15 członków gromadzkiej rady narodowej.
Gromadę zniesiono 31 grudnia 1959, a jej obszar włączono do gromad: Kompina (wieś Popów i wieś Zabostów Mały) i Boczki (wieś i parcelę Strzelczew).
Uwaga: Nie mylić z gromadą Popów k/Głowna w powiecie łowickim.